# Kairaba Avenue

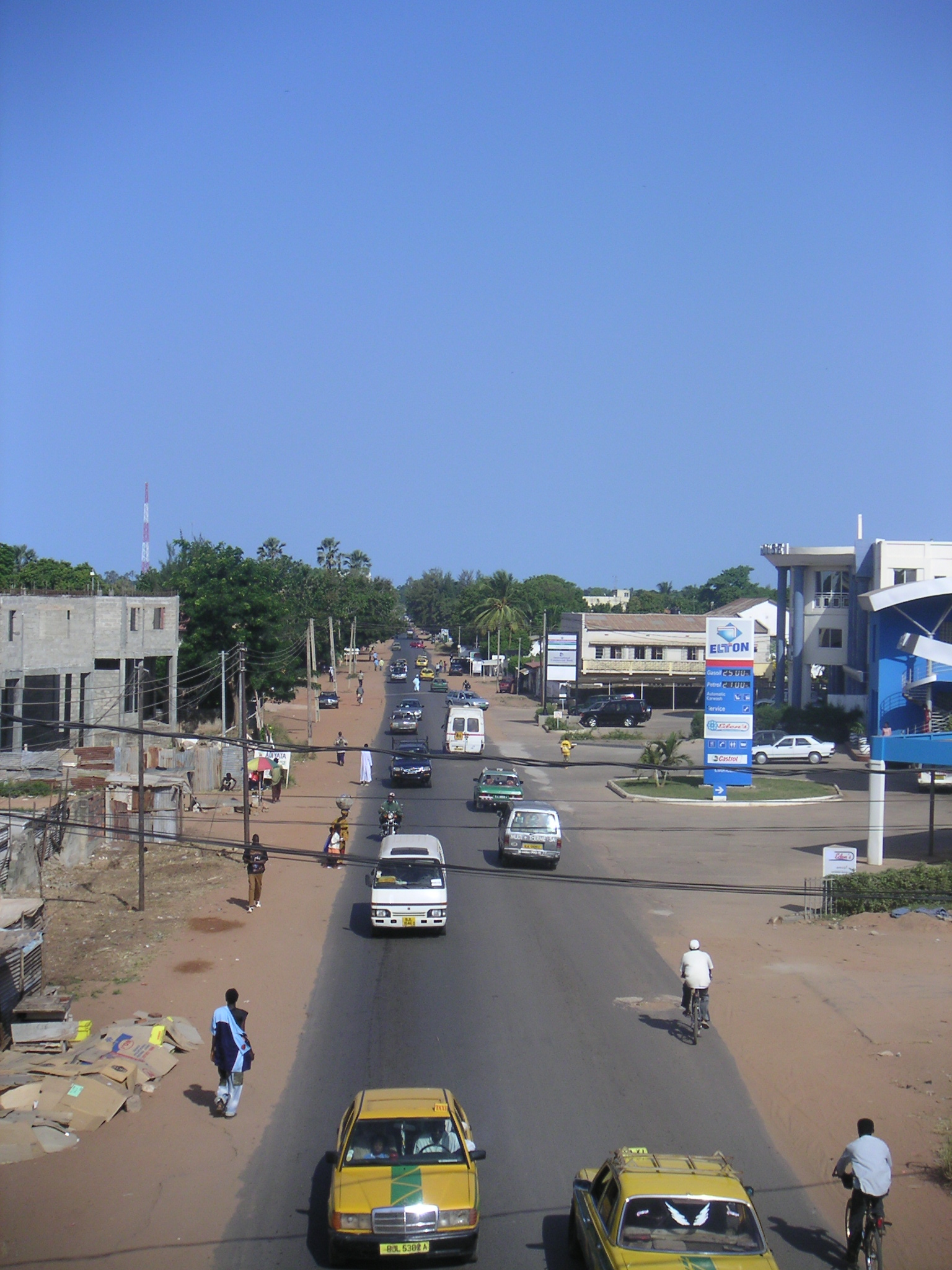
Die Kairaba Avenue (2005)

Die Kairaba Avenue ist eine Hauptstraße im westafrikanischen Staat Gambia. Ihr älterer Name Pipeline Road kommt von einer Trinkwasser-Pipeline, die zu kolonialer Zeit hier verlegt wurde.

## Beschreibung
Sie ist eine der wichtigsten Verkehrsadern der Stadt Serekunda, mit knapp 350.000 Einwohnern mit Abstand die größte Stadt des Landes. Die dreieinhalb Kilometer lange Avenue verläuft von dem Küstenort Fajara, den westlichen Ortsteil von Bakau und kreuzt an der Traffic Lights Junction den Bertil Harding Highway. Weiter in südöstlicher Richtung führt sie ins Zentrum von Serekunda und endet am Verkehrsknotenpunkt Westfield Junction.
An der asphaltierten und breit ausgebauten Straße liegen zahlreiche Geschäfte und Unternehmen. So haben die Slok Air Gambia, Africell und Gamtel ihre Geschäftssitze an dieser Straße. Auch der dritte Mobilfunkanbieter in Gambia, Comium Mobile, hat im Mai 2007 hier seine Niederlassung eröffnet. Auch die stark gesicherte US-amerikanische Botschaft und auch ein Einkaufszentrum, das Kairaba Shopping Centre, liegen an dieser Straße.
In Fajara ist der Soldatenfriedhof Fajara War Cemetery an dieser Straße gelegen. Weiter südlich befindet sich die Hauptmoschee von Serekunda, die Pipeline Mosque.